# Dei Verbum
Dei Verbum (DV), ou la Constitution dogmatique sur la Révélation divine, est l'une des quatre constitutions conciliaires promulguées par le IIe concile œcuménique du Vatican (Vatican II). Portant sur la révélation divine, ce texte est voté le 8 septembre 1965 et solennellement promulgué le 18 novembre 1965 par le pape Paul VI. En six chapitres, il refait le point sur la manière dont Dieu se révèle à l'homme dans les Saintes Écritures reçues par les chrétiens comme Parole de Dieu.

## La révélation elle-même
Dans son premier chapitre, la constitution rappelle que la révélation exprime la volonté qu'a Dieu de se faire connaître aux hommes : « Il a plu à Dieu, dans sa bonté et sa sagesse, de se révéler lui-même ». Cette révélation a d'abord commencé par la parole des prophètes et l'histoire du peuple élu, puis Dieu lui-même, en la personne du Christ, est venu se révéler aux hommes. Tout ce qui est alors nécessaire à l'homme pour rejoindre la vie divine est alors révélé, et « il n'y a plus à attendre de nouvelle révélation officielle avant l'apparition dans la gloire, de Notre-Seigneur Jésus-Christ ». Cette révélation est consignée par écrit dans les Saintes Écritures. « La Sainte Écriture, c'est la parole de Dieu en tant qu'elle est consignée par écrit sous l'inspiration de l'Esprit divin ».

## La transmission de la révélation divine
Le concile a souhaité rappeler ensuite que la transmission de cette révélation s'est faite en premier lieu par les apôtres. La compréhension sans cesse approfondie des mystères de Dieu, les exemples qu'ont donnés les apôtres et leurs successeurs deviennent la Tradition. Cette connaissance pratique de ce qui a été révélé une fois pour toutes, acquise « par la contemplation et l'étude qu'en font les croyants qui les gardent dans leur cœur, par la pénétration profonde des réalités spirituelles qu'ils expérimentent, par la proclamation qu'en font ceux qui avec la succession épiscopale ont reçu un charisme assuré de la vérité », c'est la Tradition. « La Tradition Sacrée transmet dans son intégrité aux successeurs des Apôtres la parole de Dieu confiée aux Apôtres par le Christ Seigneur et le Saint-Esprit. »

## L'inspiration divine de l'Écriture et son interprétation
L’Écriture doit être tenue comme des assertions du Saint-Esprit. C’est pourquoi il faut que l’exégète cherche profondément le sens des textes en tenant compte du genre littéraire et des manières de faire de chaque époque. Il faut faire attention au fait que les paroles divines passant par les langues humaines sont devenues semblables au langage des hommes.

## L'Ancien Testament
Dans cette Écriture sainte même l’Ancien Testament a une valeur impérissable. Avec le peuple élu, Dieu se révèle, en paroles et en actions, comme « l’unique Dieu véritable et vivant ». L’Ancien Testament prépare l’avènement du Christ, témoigne d'une véritable pédagogie divine et cache le mystère du salut… En d’autres termes, le Nouveau Testament est caché dans l’Ancien, et, dans le Nouveau, l’Ancien est dévoilé.

## Le Nouveau Testament
L’importance du Nouveau Testament est claire, c’est l’excellence de la Révélation. En particulier, les Évangiles possèdent une supériorité méritée sur toute l’Écriture car on y trouve les gestes et les paroles du Christ, le Verbe qui s’est fait chair dans la plénitude des temps. Ces quatre Évangiles, d’origine apostolique, transmettent fidèlement ce que Jésus a fait et enseigné en réalité. Les auteurs sacrés les ont composés en « choisissant certains de nombreux éléments transmis soit oralement soit déjà par écrit, [en] rédigeant un résumé des autres, ou [en] les expliquant en fonction de la situation des Églises »… Cependant, le canon du Nouveau Testament ne se limite pas aux Évangiles, il contient aussi des épîtres de saint Paul et d’autres écrits apostoliques. Ceux-ci racontent les débuts de l’Église et exposent sa doctrine authentique.

## La Sainte Écriture dans la vie de l’Église
La Sainte Écriture en entier est assez importante dans la vie de l’Église. Cette dernière l’honore comme elle le fait avec le Corps du Christ. Elle est, pour l’Église, son point d’appui et, pour les chrétiens, la nourriture de leurs âmes et la source de leur vie spirituelle. Et afin que l’accès nécessaire à cette Écriture soit ouvert à tous, l’Église, en premier lieu, encourage la diversité de traduction à partir des textes originaux ; de même, elle s’efforce dans les études bibliques pour la munir d’explication. Dans le même sens, l’Église doit baser toutes ses études théologiques sur l’Écriture… la prière elle-même doit aller de pair avec la lecture divine. Ainsi le concile incite-t-il à cette lecture vitale tous les fidèles, surtout les religieux, et demande-t-il de faire diffuser l’Évangile à tout le monde, même aux non-chrétiens.